# Боржомський краєзнавчий музей
Боржомський краєзнавчий музей — музей місцевого краю в місті Боржомі у Грузії.

## Про музей
Заснований у 1926 році як Лісовий музей. У 1934 році одержав назву Боржомський музей, а з 1938 року — Боржомський краєзнавчий музей. Розміщується в будівлі, побудованій у псевдоготичному стилі в 1890 році за проєктом німецького архітектора Володимира Швейєра. До Більшовицького перевороту тут знаходилася канцелярія імператорської родини Романових — управління справ Боржомського маєтку намісника російського імператора на Кавказі, великого князя Михайла Романова .
Станом на початок 1980-х років, зібрання музею складалося з 33 тисяч предметів, які включали колекції: природничих матеріалів, археологічні (бронзові знаряддя та ливарна форма бронзової доби з розкопок у фортеці Узнаріані), порцеляни XVIII—XIX століть, творів декоративного мистецтва, речові (наприклад, бойовий прапор дорожньо-експлуатаційного полку, атласна стрічка В. Тварадзе від Тбіліського комітету РСДРП, уродженця села Чобісхеві Боржомського району), фото- та документальні матеріали з історії краю. Експозиція складалася з 10 залів та розміщувалася на площі 280 квадратних метрів.

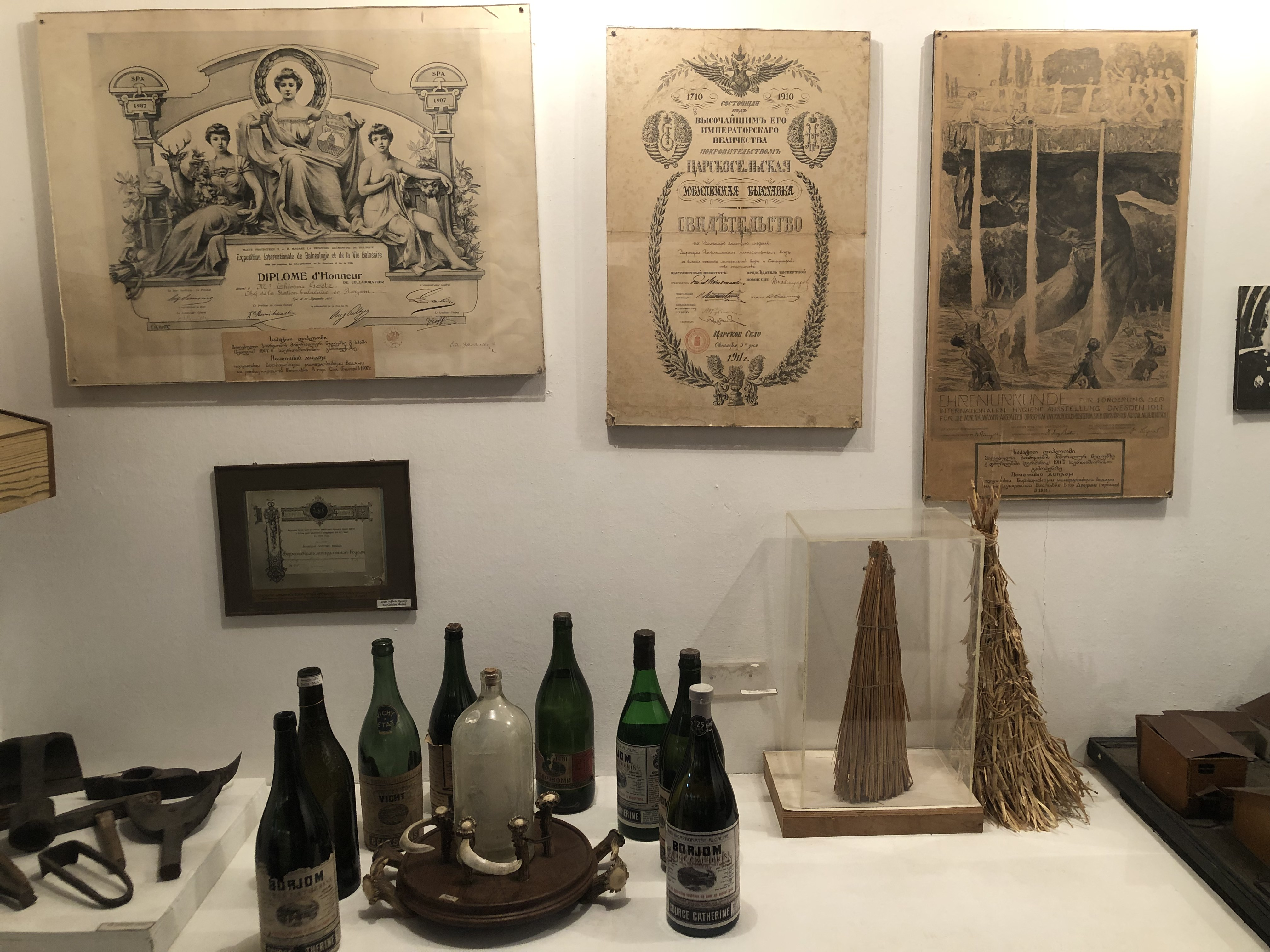
Фрагмент експозиції музею

У даний час експозиція музею займає три поверхи. Перший поверх присвячений історії та археології Боржомі: бронзові та ювелірні вироби та зброю, первісні знаряддя праці, велика колекція нумізматики, макети традиційних будинків Грузії, національні костюми. На другому поверсі представлені предмети з палацу Романових (посуд європейських та азійських заводів), живопис та графіка). А на третьому — зразки флори та фауни краю. Окремий розділ експозиції музею присвячений темі мінеральної води: перші пляшки, етикетки та дипломи про міжнародні перемоги, великий макет пляшки води «Боржомі», виготовлений із пап'є-маше.